# 구송초등학교 화성분교
구송초등학교 화성분교는 대한민국 강원특별자치도 홍천군 화촌면 구성포리 950-2에 있었던 공립 초등학교이다.

## 연혁
- 1950년 2월 25일 구송국민학교 화성분교장 개교
- 1953년 3월 31일 화성국민학교 승격
- 1985년 3월 1일 구송초등학교 화성분교장 편입
- 1996년 3월 1일 구송초등학교 화성분교 개칭
- 2007년 2월 15일 제52회 졸업식(704명)
- 2007년 3월 1일 구송초등학교 화성분교장 폐교